# Nippon Budókan
A Nippon Budókan (日本武道館; Hepburn: Nippon Budōkan) egy fedett sportcsarnok Tokió szívében, a Csijoda kerületben található Kitanomaru Parkban. Az ország tradicionális küzdősportjainak népszerűsítésének érdekében építették, kapuit 1964. október 3-án nyitották meg. A Nippon budó kjógikai (a kilenc modern japán harcművészet) legrangosabb mérkőzéseit a Budókanban szokták megvívni, de a létesítményt az 1960-as évek vége óta más célokra is használják.
Tulajdonosa és üzemeltetője a Zaidan Hódzsin Nippon Budókan (財団法人 日本武道館; Hepburn: Zaidan Hōjin Nippon Budōkan) szervezet.

## Története
A Nippon Budókan helyén az akkor még Edónak (ma Tokió) nevezett területen eredetileg az 1457-ben Óta Dókan által épített edói kastély állt. Tokugava Iejaszu 1603-ban ide helyezte át a Tokugava-sógunátus székhelyét, amely annak ellenére nagy fejlődésnek indult, hogy a császár Kiotót jelölte ki a birodalma központjává. A sógunátus bukása után 1867-ben Meidzsi császár Edóba költözött, és a várost átnevezte Tokióra („Keleti Főváros”). A császár is idehelyezte székhelyét, így Tokió az ország valódi fővárosává válhatott. Az edói kastélyból lett a tokiói császári palota.
A Nippon Budókant az 1964. évi nyári olimpiai játékok cselgáncs rendezvényeinek színhelyéül emelték. Két évvel később, 1966 júniusában nagy visszhangot váltott ki, többek a „japán harcművészetek megsértésének” vélték, hogy a The Beatles brit rockzenekar koncerteket adott a „japán harcművészetek szentföldjén”. A harminc perces előadásokra több száz rohamrendőrt vezényeltek ki, viszont zavargás nem történt a koncertek is nagy sikernek örvendtek. Az aréna az évek folyamán Japán egyik legnevesebb koncerttermévé nőtte ki magát, miközben emellett számos jelentős küzdősport, köztük a cselgáncs, a kendó, a karate, az aikidó, a kjúdó és a pankráció (Pro Wrestling NOAH) legfontosabb mérkőzései is itt kerülnek megrendezésre. 
1969 és 1989 között minden év novemberében itt rendezték meg a Yamaha World Popluar Song Fesztivált (Yamaha Song Contest).
Számos Live at Budokan koncertfelvétel jelent meg, köztük Bob Dylantől, Ozzy Osbourne-tól vagy a Dream Theatertől. A Deep Purple Made in Japan című dupla koncertalbumának egy részét is itt vették fel. Több japán zenekar is a Budókanban adta utolsó koncertjét, köztük a Zone is. Bár hivatalosan 14 471 fő befogadására képes, mégis több alkalommal nagyobb tömeget engedtek be; a csúcstartó a Chatmonchy japán együttes, amely 2008 áprilisában több, mint 16 000 embert vonzott az arénába. Minden év augusztus 15-én, Japán kapitulációnak napján megemlékezést szoktak tartani a második világháborúban elesett katonák részére. A rendezvényen a miniszterelnök, a császár és a császárné is tiszteletét szokta tenni.

## Képgaléria

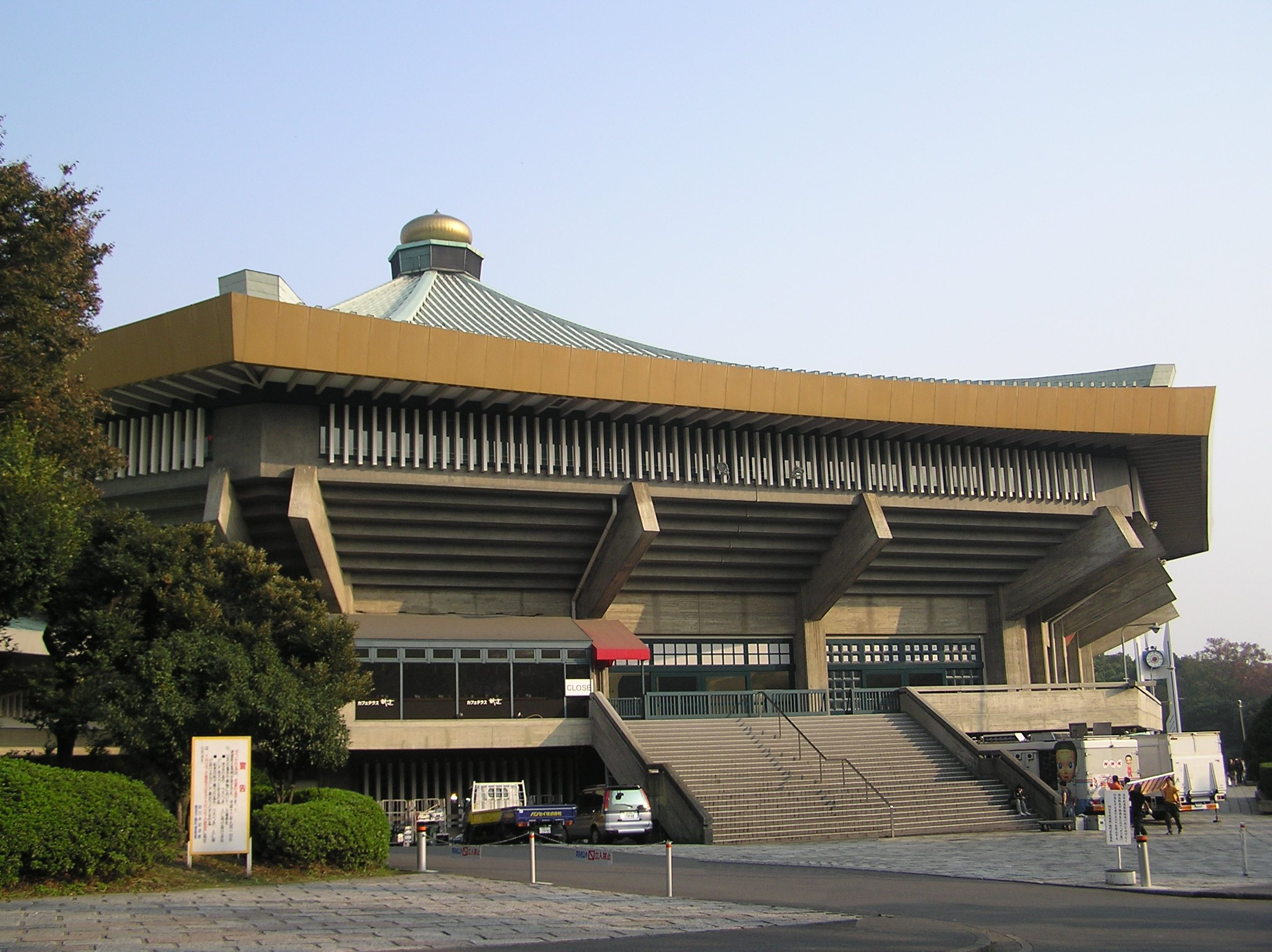
Az épület oldalsó bejárata
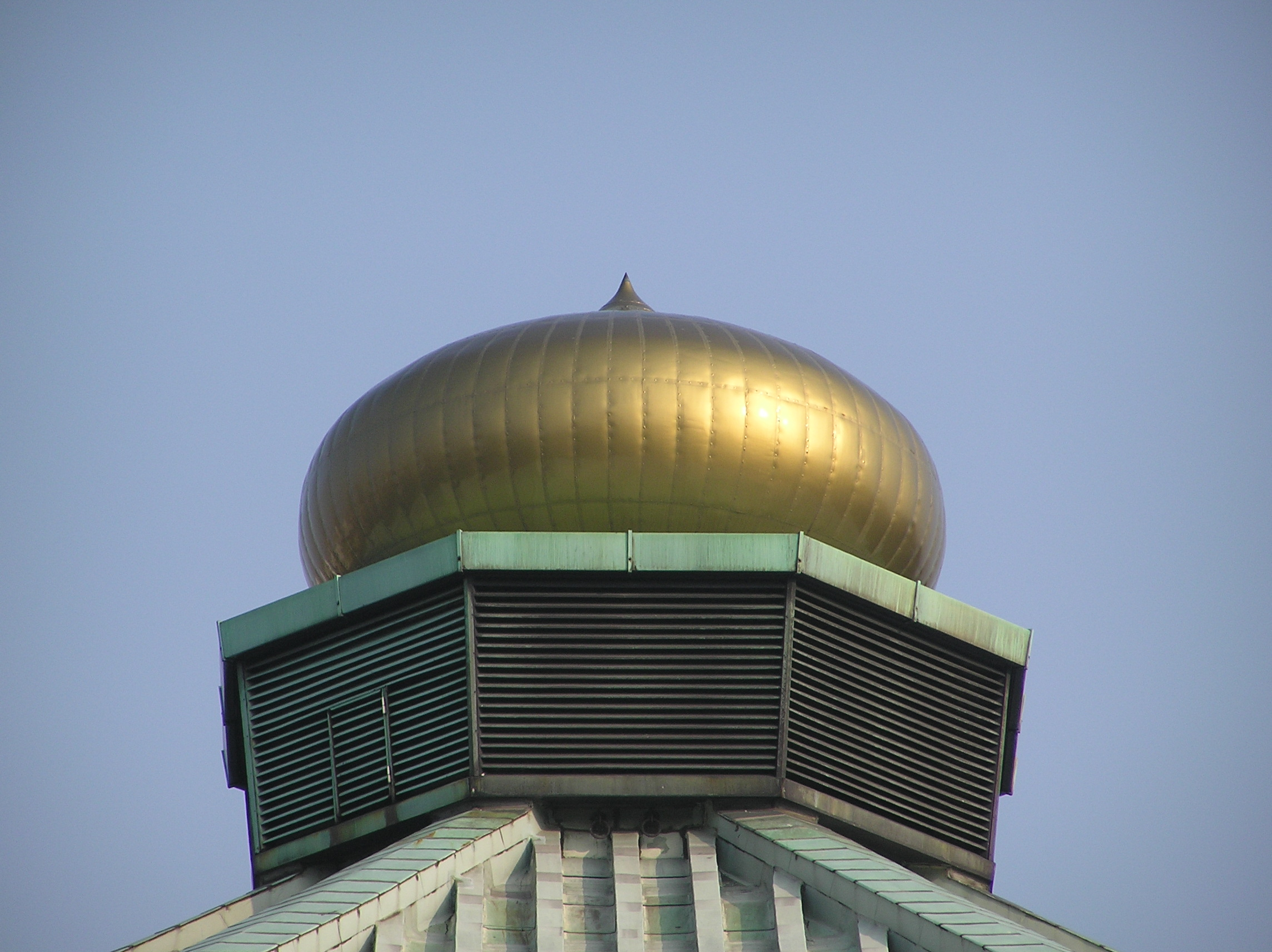
A létesítmény 3,35 méter magas, 5,15 méter átmérőjű gibosija
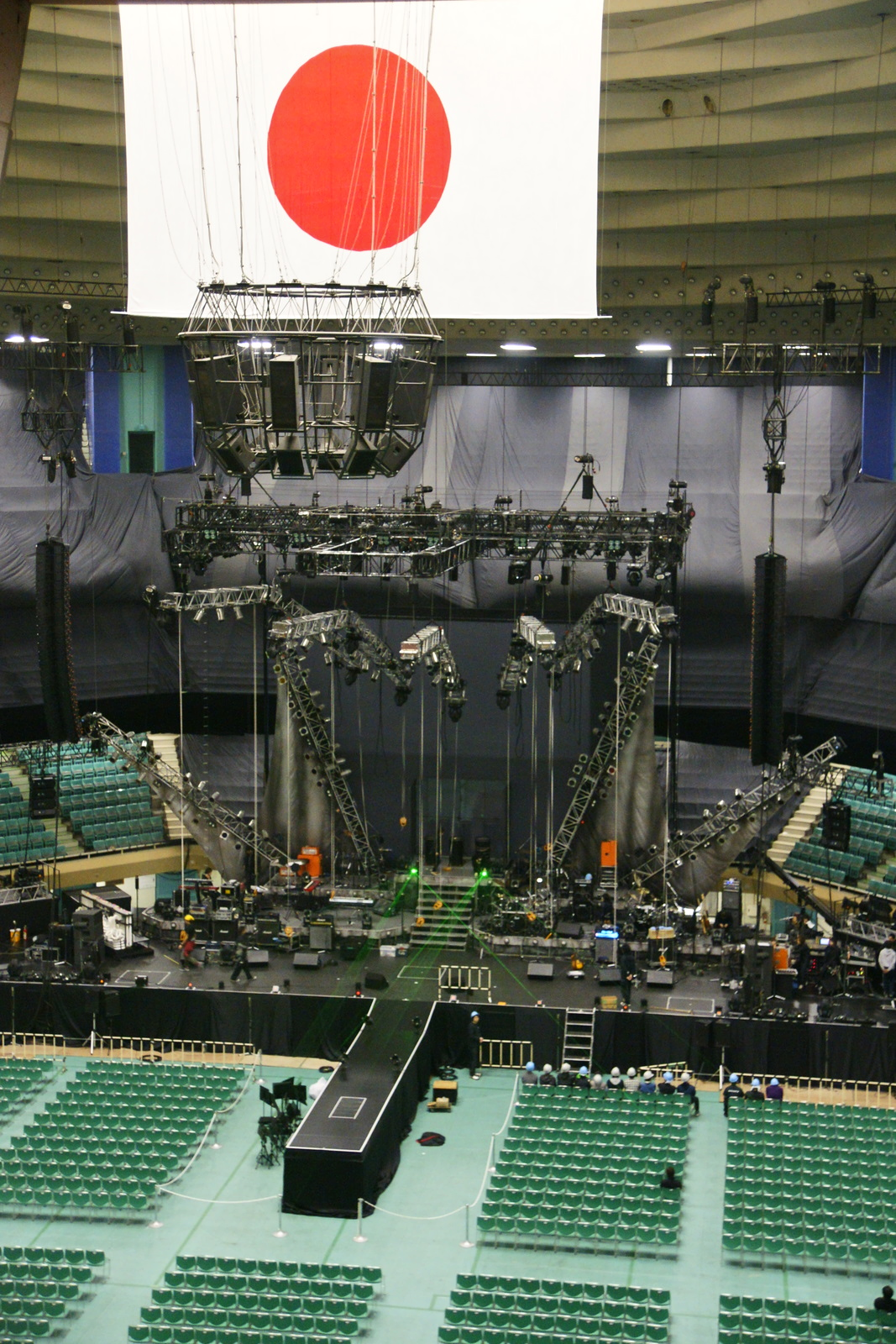
A színpad építés alatt
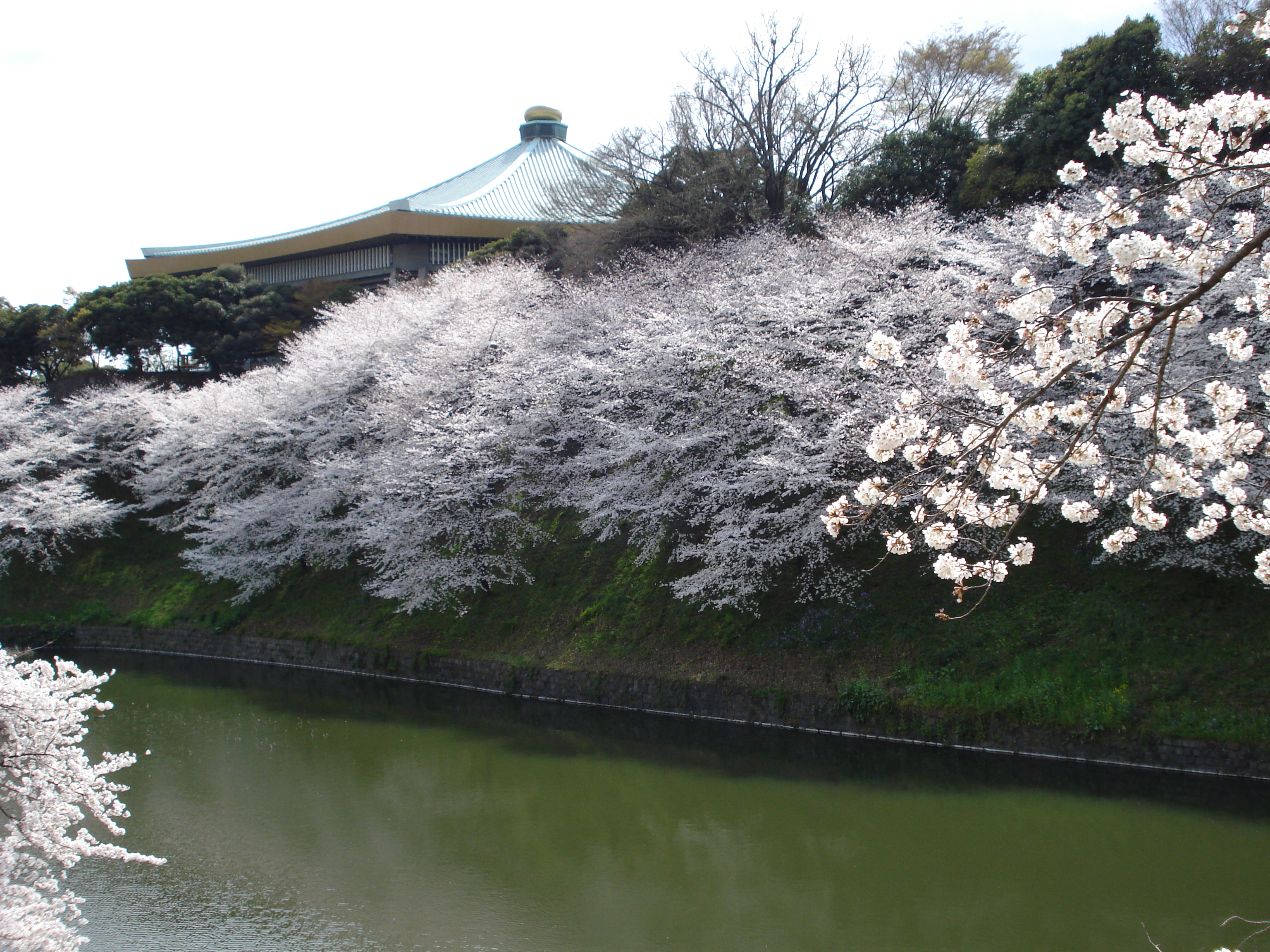
Virágzik a szakura a Budókan mögött